# Phorinia atypica
Phorinia atypica là một loài ruồi trong họ Tachinidae.